# Канюки (деревня)
Канюки — деревня в Добрянском городском округе Пермского края.

## Географическое положение
Деревня Канюки расположена примерно в 1,2 км от берега реки Косьвы, к северо-востоку от административного центра сельского поселения — села Перемского.
С северо-запада к Канюкам примыкает участок Лёвшино — Няр Свердловской железной дороги, на котором в районе деревни расположен остановочный пункт Канюки (до января 2022 года — 104 км).

## История
Входила в состав Перемского сельского поселения вплоть до его упразднения к 1 января 2020 года.

## Население
| 2010 |
| ---- |
| 7    |

## Инфраструктура
Обслуживание путевого хозяйства Свердловской железной дороги. Действует платформа Канюки.

## Транспорт
Деревня доступна железнодорожным транспортом.

## Топографические карты
- Лист карты O-40-43 Парма. Масштаб: 1 : 100 000. Состояние местности на 1980 год. Издание 1987 г.